# Michel Jacq-Hergoualc'h
Michel Jacq-Hergoualc'h, né le 15 juillet 1943, décédé le 17 août 2014, était un universitaire français, enseignant à l'université Paris III et directeur de recherches au CNRS. Spécialiste de l'Asie du Sud-Est, il s'est particulièrement intéressé à l'histoire de la Péninsule malaise et aux ambassades de Louis XIV au roi de Siam Narai le Grand (1629-1688) ; il a notamment réédité le livre de Simon de La Loubère Du Royaume de Siam (1691).

## Publications
- L'Armement et l'organisation de l'armée khmère, d'après les bas-reliefs d'Angkor Vat, du Bayon et de Banteay Chmar. Paris, Presses Universitaires de France, 1980.  (ISBN 2130355994)
- Le Roman, source d'inspiration de la peinture khmère à la fin du XIXe et au début du XXe siècle. Paris, École française d'Extrême-Orient, 1982, 2 vol.  (ISBN 2855397340)
- Une Vie du Bouddha d'après les peintures de la sālā de Wat Ruak Bangbamru. Paris, Monographie du Centre d'études des monuments du monde indien, Musée Guimet, 1984.  (ISBN 2905234008)
- Phra Narai, roi de Siam et Louis XIV. Musée de l'Orangerie, Place de la Concorde, 13 juin-13 juillet 1986. (Catalogue de l'exposition). Ministère des Affaires étrangères, Association française d'action artistique, 1986.  (ISBN 2865450457)
- Étude historique et critique du livre de Simon de La Loubère « Du Royaume de Siam », Paris 1691. Paris, Éditions Recherche sur les civilisations, 1987. (contient le texte du livre de La Loubère).  (ISBN 2865381846)
- Étude historique et critique du "Journal du Voyage de Siam" de Claude Céberet, envoyé extraordinaire du roi en 1687 et 1688. Partis, L'Harmattan, 1992.  (ISBN 2738413579)
- La Civilisation des ports-entrepôts du Sud Kedah (Malaysia) Ve – XIVe siècle. Paris, L'Harmattan, 1992.  (ISBN 2738413889)
- L'Europe et le Siam du XVIe  au  XVIIIe siècle : apports culturels. Paris, L'Harmattan, 1993.  (ISBN 2738419739)
- (en) The Malay Peninsula, Crossroads of the Maritime Silk Road (100 BC-1300 AD). Leiden (Holland), E.J. Brill, 2002.  (ISBN 9004119736)
- Le Siam. Paris, Guide Belles Lettres des Civilisations, Les Belles Lettres 2004,  (ISBN 2-251-41023-6)
- (en) The Armies of Angkor : Military Structure and Weaponry of the Khmers. Thaïlande, Kodansha Europe Limited,  (ISBN 9745240966)
- Jean-Jacques François Le Barbier L'aîné [1] La vie et l'art Catalogue de l'œuvre peint, Texnai, 2014 ,  (ISBN 9784907162184)
- Jean-Jacques François Le Barbier L'aîné [2] Catalogue de l'œuvre dessiné", Texnai, 2014 ,  (ISBN 9784907162191)